# Schwedische Badmintonmeisterschaft 2020
Die Schwedische Badmintonmeisterschaft 2020 fand vom 31. Januar bis zum 2. Februar 2020 in Umeå statt.

## Medaillengewinner
| Disziplin    | Gold                            | Silber                        | Bronze                              |
| ------------ | ------------------------------- | ----------------------------- | ----------------------------------- |
| Herreneinzel | Felix Burestedt                 | Mattias Wigardt               | Gustav Björkler                     |
| Herreneinzel | Felix Burestedt                 | Mattias Wigardt               | Gabriel Ulldahl                     |
| Dameneinzel  | Edith Urell                     | Rebecca Kuhl                  | Ashwathi Pillai                     |
| Dameneinzel  | Edith Urell                     | Rebecca Kuhl                  | Julia Tuvesson                      |
| Herrendoppel | Richard Eidestedt Andi Hartono  | Carl Harrbacka Melker Bexell  | Andhika Anhar Sakti Kusuma          |
| Herrendoppel | Richard Eidestedt Andi Hartono  | Carl Harrbacka Melker Bexell  | Simon Sandholm Hannes Svensson      |
| Damendoppel  | Emma Karlsson Johanna Magnusson | Klara Johansson Tilda Sjöö    | Jessica Silvennoinen Julia Tuvesson |
| Damendoppel  | Emma Karlsson Johanna Magnusson | Klara Johansson Tilda Sjöö    | Berfin Aslan Malena Norrman         |
| Mixed        | Melker Bexell Tilda Sjöö        | Carl Harrbacka Malena Norrman | Gustav Björkler Johanna Magnusson   |
| Mixed        | Melker Bexell Tilda Sjöö        | Carl Harrbacka Malena Norrman | Nils Ihse Berfin Aslan              |